# Coelichneumon nudicoxator
Coelichneumon nudicoxator är en stekelart som beskrevs av Aubert 1966. Coelichneumon nudicoxator ingår i släktet Coelichneumon och familjen brokparasitsteklar. Inga underarter finns listade i Catalogue of Life.